# چیزهای زندگی
چیزهای زندگی (به انگلیسی: The Things of Life) (فرانسوی: Les Choses de la vie‎) یک درام عاشقانه است که در سال ۱۹۷۰ به نمایش درآمد، کارگردانی فیلم را کلود سوته بر عهده داشت و فیلم بر اساس رمان تقاطع (Intersection) اثر پل گیمار که در سال ۱۹۶۷ منتشر گردیده بود، ساخته شد. ماجرای فیلم حول محور تصادف رانندگی توسط پی‌یر (با نقش‌آفرینی میشل پیکولی) که فردی معمار است، و اتفاقات قبل و بعد از تصادف به وقوع می‌پیوندد. چیزهای زندگی، برندۀ جایزه لوئی دِلوک شده‌ است.